# Rufus von Ephesos

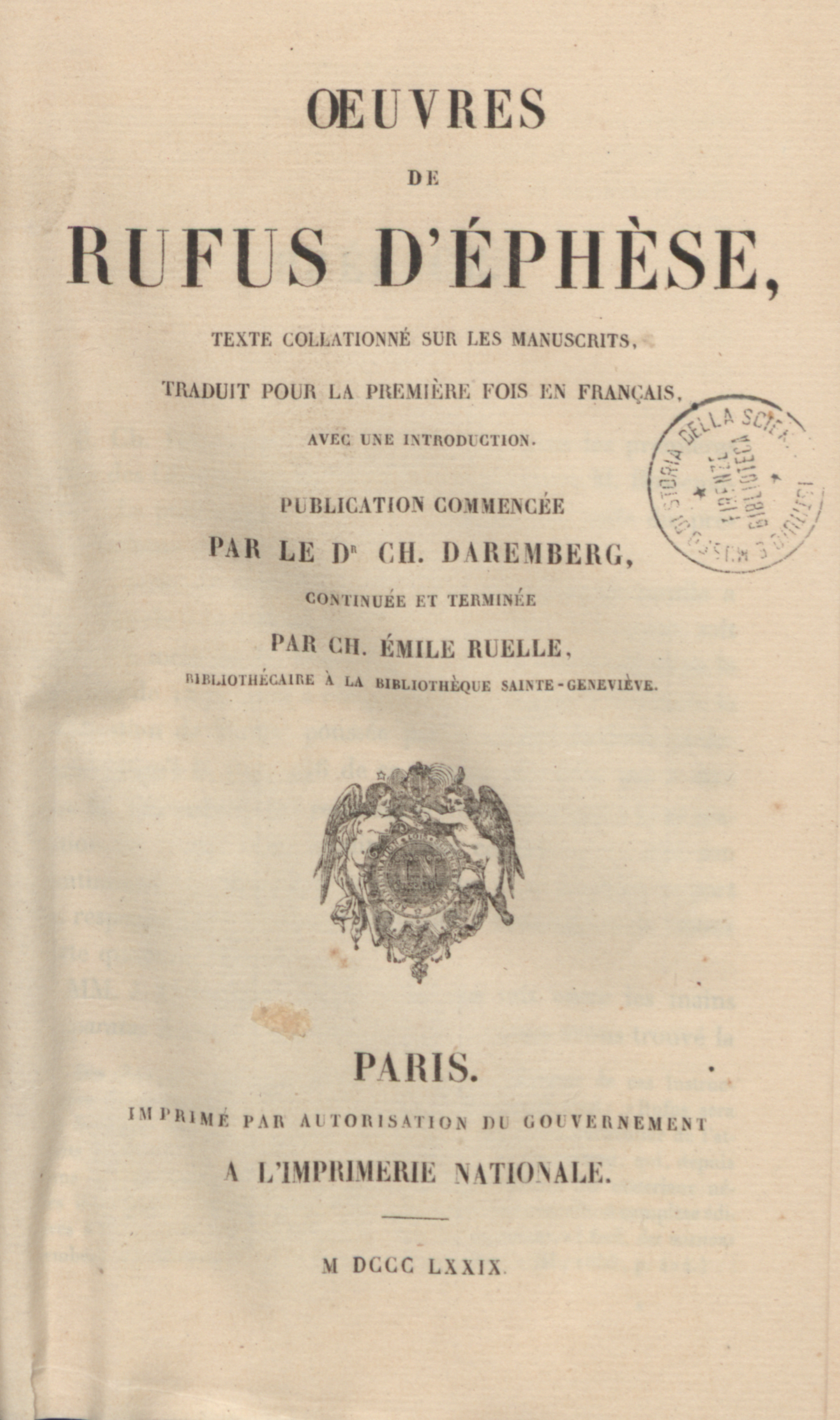
Oeuvres, 1879

Rufus von Ephesos (* um 80 in Ephesos; † um 150), genannt auch Rufus Menius (aus Ephesus), war ein griechischer Arzt, Anatom, Pharmakologe und medizinischer Schriftsteller. Er lebte in der römischen Kaiserzeit etwa zur Zeit des Kaisers Trajan (98–117).

## Leben
Rufus wurde in der kleinasiatischen Stadt Ephesos geboren. Ihm kam wohl eine sehr gute Bildung zugute und er sollte Teil der dortigen intellektuellen Elite werden. Es kann angenommen werden, dass er in Alexandria, einem der damals angesehensten Zentren für Wissenschaft und Medizin, studierte.
In seinen Anschauungen folgt Rufus, trotz gewisser Vorbehalte gegenüber hippokratischen Auffassungen und Behandlungsmethoden, weitgehend Hippokrates, dessen bzw. seiner Nachfolger Lehre er an seine eigene Vorstellung anpasste. Berühmt wurde er aufgrund seiner genauen Beobachtungen und seiner klinischen Tätigkeit.
Rufus verfasste zahlreiche Schriften zu verschiedenen medizinischen Themen, die teilweise verloren sind. Erhalten geblieben sind Schriften über Anatomie, über Urologie, über Gelenkkrankheiten, über die Pulslehre sowie die Anamnese. Rufus gilt neben Soranos von Ephesos und Galen von Pergamon als einer der bedeutendsten Ärzte seiner Zeit.
Galen schrieb ihm vier Bücher über Kräuterkunde und eine Vorschriftensammlung zu. Von Oribasius ist eine Vorschrift zu Hiera Rufi (Vorläufer der Pilulae Rufi) überliefert.
Seine die damalige anatomische Nomenklatur vermittelnde Abhandlung Über die Bezeichnung der Körperteile des Menschen stellt das älteste erhaltene anatomische Lehrbuch dar.

## Ausgaben und Übersetzungen
- Charles Daremberg, Charles-Émile Ruelle (Hrsg. und Übers.): Œuvres de Rufus d’Éphèse. Paris 1879; Nachdruck Amsterdam 1963.
- Robert Ritter von Töply (Übers.): Anatomische Werke des Rhuphos und Galenos. In: Anatomische Hefte. Abteilung 1, Band 25, Heft 2, [2], S. 345–472.
- Hans Gärtner (Hrsg. und Übers.): Rufus von Ephesos. Die Fragen des Arztes an den Kranken (Quaestiones medicinales) (= Corpus Medicorum Graecorum. Supplementband 4). Akademie-Verlag, Berlin 1962.
- Hans Gärtner (Hrsg.): Rufi Ephesii Quaestiones medicinales. Teubner, Leipzig 1970.
- Alexander Sideras (Hrsg.): Rufi Ephesii de renum et vesicae morbis. Rufus von Ephesos, Über die Nieren- und Blasenleiden. Herausgegeben und übersetzt (= Corpus Medicorum Graecorum. Band 3,1). Akademie-Verlag, Berlin 1977.
- Manfred Ullmann (Hrsg.): Krankenjournale. Hrsg., übersetzt und erläuter von Manfred Ullmann. Harrassowitz, Wiesbaden 1978, ISBN 3-447-01966-2.
- Manfred Ullmann (Hrsg.): Die Schrift des Rufus von Ephesos über die Gelbsucht in arabischer und lateinischer Übersetzung (= Abhandlungen der Akademie der Wissenschaften in Göttingen: philologisch-historische Klasse. III, 138). Göttingen 1983.
- Jutta Kollesch, Diethard Nickel (Hrsg.): Antike Heilkunst – Ausgewählte Texte. Reclam, Leipzig 1979; Neuauflage Stuttgart 2007, ISBN 978-3-15-009305-4. Teilübersetzungen: Über die Bezeichnung der Körperteile des Menschen, Paragraphen 1–10 und […] 198–210 sowie Die Fragen des Arztes an den Kranken, Kap. 1–9.
- Peter E. Pormann (Hrsg.): Rufus of Ephesus. On Melancholy (= SAPERE. Band XII). Mohr Siebeck, Tübingen 2008, ISBN 978-3-16-149760-5 (PDF im Open Access).
- Kai Brodersen (Hrsg.): Rufus/Soranus/Marcellinus/Galenus: Pulslehre (= Opuscula. Band 14). KDV, Speyer 2024, ISBN 978-3-939526-68-1.